# Acmaeodera starrae
Acmaeodera starrae är en skalbaggsart som beskrevs av Knull 1966. Acmaeodera starrae ingår i släktet Acmaeodera och familjen praktbaggar. Inga underarter finns listade i Catalogue of Life.